# Hainichen (ville)
Pour les articles homonymes, voir Hainichen.
Hainichen est une ville de Saxe (Allemagne), située dans l'arrondissement de Saxe centrale, dans le district de Chemnitz.

## Géographie
Hainichen est situé sur la rivière Kleine Striegis, environ 23 km au nord-est de Chemnitz, à l’est de la route fédérale B169 et l'autoroute A4. La gare de Hainichen est le terminus d'une ligne ferroviaire de Niederwiesa qui jusqu'à 2001 continuait à Roßwein.

## Histoire
La ville est mentionnée pour la première fois dans un document de 1276. Elle était connue pour ses ateliers de tissage. De 1933 à 1991 Hainichen était un site de la production des automobiles.
En 1952 Hainichen devient le siège administrative de l'arrondissement du même nom dans le district de Karl-Marx-Stadt (Chemnitz). En 1994 les arrondissements de Rochlitz et Hainichen sont unis et forment l'arrondissement de Mittweida qui en 2008 est absorbé dans l'arrondissement de Saxe centrale.

## Personnalités liées à la commune
- Christian Fürchtegott Gellert (1715 - 1769), écrivain et enseignant
- Christlieb Ehregott Gellert (1713 - 1795), chimiste et naturaliste
- Friedrich Gottlob Keller (1816 - 1895), inventeur du procédé de fabrication de papier à partir de la pulpe de bois
- Konrad Zdarsa (né 1944), prélat catholique allemand.